# 泰納河
泰納河（羅馬化：Taina）是位於烏克蘭西部的河流，發源自伊萬尼夫卡以西，流經捷爾諾波爾州，河道全長46公里，流域面積327平方公里。